# Maud Hägg
Maud Birgitta Hägg, född 30 juni 1944 i Stockholm, är en svensk författare och feminist. Hon var en av förgrundspersonerna inom Grupp 8.
Hägg, som är dotter till montör Karl Hägg och pianist Vanja Rosenberg, genomgick efter studentexamen 1965 konstnärlig utbildning 1965–1966 och blev filosofie kandidat 1974. Hon var verksam som frilansande kulturarbetare från 1971 och som vårdare vid elevhem för utvecklingsstörda barn 1979–1997. Hon tillhörde kommunstyrelsens i Stockholm kommitté för kvinnofrågor 1972–1974, var styrelseledamot i Författarcentrum 1976–1978, medlem i Svenska författarförbundets arbetsgrupp för kvinnoskribentfrågor 1976–1981 och redaktionsmedlem för tidskriften Ordets makt 1978–1982. Hon var medlem i tjejmusikgruppen Pandoras ask och även uppträtt som vissångerska samt skrivit egna visor.
Hägg skrev tillsammans med Barbro Werkmäster böckerna Frihet, jämlikhet och systerskap (1971) och Kvinnor och sex (1973), vilka vann stor spridning även utanför Grupp 8. Hon medverkade även på musikalbumet "Tjejclown" (1974).
Hon har två döttrar med Ove Almkvist,  Åsa Almkvist 1968 och Sara Hägg 1977. 